# Lista de aves da Grande São Paulo
Segue uma lista das aves que podem ser encontradas na Grande São Paulo.
- Abre-asa-de-cabeça-cinza
- Acauã
- Águia-pescadora
- Alegrinho
- Alma-de-gato
- Ananaí
- Andorinhão-do-temporal
- Anu-branco
- Anu-preto
- Araçari-banana
- Araçari-poca
- Arapaçu-de-garganta-branca
- Arapaçu-escamado-do-sul
- Arapaçu-grande
- Arapaçu-liso
- Arapaçu-rajado
- Arapaçu-verde
- Arredio-pálido
- Asa-branca
- Assanhadinho
- Bacurau
- Bacurau-chintã
- Bacurau-tesoura
- Bacurau-tesoura-gigante
- Barbudinho
- Barbudo-rajado
- Beija-flor-de-banda-branca
- Beija-flor-de-orelha-violeta
- Beija-flor-de-peito-azul
- Beija-flor-preto
- Bem-te-vi
- Bem-te-vi-pirata
- Bem-te-vi-rajado
- Bem-te-vizinho
- Besourinho-de-bico-vermelho
- Bico-chato
- Bico-virado-carijó
- Bico-virado-miúdo
- Biguá
- Biguatinga
- Borboletinha-do-mato
- Borralhara-assobiadora
- Cabeçudo
- Caracará
- Carão
- Carrapateiro
- Choca-da-mata
- Choca-de-chapéu-vermelho
- Chocão-carijó
- Choquinha-carijó
- Choquinha-de-dorso-vermelho
- Choquinha-de-garganta-pintada
- Choquinha-lisa
- Chorozinho-de-asa-vermelha
- Chupa-dente
- Colhereiro
- Coró-coró
- Corucão
- Coruja-buraqueira
- Coruja-do-mato
- Coruja-listrada
- Coruja-orelhuda
- Corujinha-do-mato
- Cuiú-cuiú
- Curica
- Curicaca
- Curutié
- Enferrujado
- Falcão-de-coleira
- Falcão-peregrino
- Ferreirinho-de-cara-canela
- Filipe
- Frango-d'água
- Frango-d'água-azul
- Freirinha
- Garça-branca-grande
- Garça-branca-pequena
- Garça-real
- Garça-vaqueira
- Gavião-bombachinha
- Gavião-caburé
- Gavião-caramujeiro
- Gavião-carijó
- Gavião-de-cabeça-cinza
- Gavião-de-cauda-curta
- Gavião-de-rabo-branco
- Gavião-miúdo
- Gavião-pega-macaco
- Gavião-peneira
- Gavião-pomba
- Gibão-de-couro
- Guaracava-de-barriga-amarela
- Inhambu-chintã
- Inhambu-guaçu
- Irerê
- Jaçanã
- Jacuguaçu
- João-botina-da-mata
- João-de-barro
- João-porca
- João-tenetém
- Juriti-gemedeira
- Juriti-pupu
- Lavadeira-de-cara-branca
- Lavadeira-mascarada
- Limpa-folha-coroado
- Limpa-folha-miúdo
- Limpa-folha-testa-baia
- Maçarico-de-perna-amarela
- Maçarico-grande-de-perna-amarela
- Maçarico-pintado
- Maçarico-solitário
- Macuco
- Macuquinho
- Mãe-do-sol
- Mãe-da-lua
- Maitaca-verde
- Maracanã-pequena
- Maria-branca
- Maria-faceira
- Maria-preta-penacho
- Marreca-caneleira
- Marreca-toicinho
- Martim-pescador-grande
- Martim-pescador-pequeno
- Martim-pescador-verde
- Matracão
- Mergulhão-caçador
- Mergulhão-pequeno
- Miudinho
- Mocho-diabo
- Murucututu
- Narceja
- Olho-falso
- Papa-formiga-da-grota
- Papagaio-verdadeiro
- Papa-lagarta
- Papa-mosca-cinzento
- Papa-toaca-do-sul
- Papo-branco
- Patinho
- Pardal-doméstico
- Periquitão-maracanã
- Periquito
- Pernilongo-de-costas-brancas
- Pica-pau-anão-barrado
- Pica-pau-anão-de-coleira
- Pica-pau-branco
- Pica-pau-de-banda-branca
- Pica-pau-de-cabeça-amarela
- Pica-pau-do-campo
- Pica-pau-dourado
- Pica-pau-verde-barrado
- Picapauzinho-verde-carijó
- Pichororé
- Piolhinho
- Piolhinho-chiador
- Poiaeiro-serrano
- Pomba-amargosa
- Pomba-de-bando
- Pomba-galega
- Pombão
- Pombo-doméstico
- Quero-quero
- Quiriquiri
- Rabo-branco-de-garganta-rajada
- Rabo-branco-de-sobre-amarelo
- Relógio
- Risadinha
- Rolinha
- Sabiá-cica
- Saci
- Sanã-carijó
- Sanã-parda
- Saracura-carijó
- Saracura-do-mato
- Saracura-sanã
- Savacu
- Seriema
- Socó-boi
- Socó-grande
- Socozinho
- Sovi
- Suindara
- Suiriri-cavaleiro
- Suiriri-pequeno
- Surucuá-de-barriga-amarela
- Surucuá-grande-de-barriga-amarela
- Surucuá-variado
- Talha-mar
- Tapaculo-preto
- Taperaçu-de-coleira-branca
- Teque-teque
- Tesoura-cinzenta
- Tesoura-de-fronte-violeta
- Tesourão
- Tiriba-de-testa-vermelha
- Tirizinho-do-mato
- Tovaca-campainha
- Tovaca-cantadora
- Tovacuçu
- Trepador-de-coleira
- Trepador-de-olho-branco
- Trepador-quiete
- Trepadorzinho
- Trovoada
- Tucano-de-bico-preto
- Tucano-de-bico-verde
- Tuim
- Tuiuiu
- Tuju
- Tuque
- Uru
- Urubu-preto
- Urubu-rei
- Urubu-de-cabeça-amarela
- Urubu-de-cabeça-vermelha
- Vira-folha
- Viuvinha